# Pimelodella peruana
Pimelodella peruana är en fiskart som beskrevs av Eigenmann och Myers 1942. Pimelodella peruana ingår i släktet Pimelodella och familjen Heptapteridae. Inga underarter finns listade i Catalogue of Life.